# Mănăstirea, Cluj
Mănăstirea (mai demult Benediug, alternativ Benediugu Dejului, în maghiară Szentbenedek), este un sat în comuna Mica din județul Cluj, Transilvania, România.

## Date geografice
Satul Mănăstirea se află în podișul Transilvaniei la o depărtare de 4 km de orașul Dej și la 10 km de orașul Gherla. Este așezat pe malul drept al Someșului Mic, la o distanță de 3 km de confluența  Someșului Mic cu Someșul Mare. Pe teritoriul acestei localități se găsesc izvoare sărate, saramura fiind întrebuințată din vechi timpuri de către localnici.

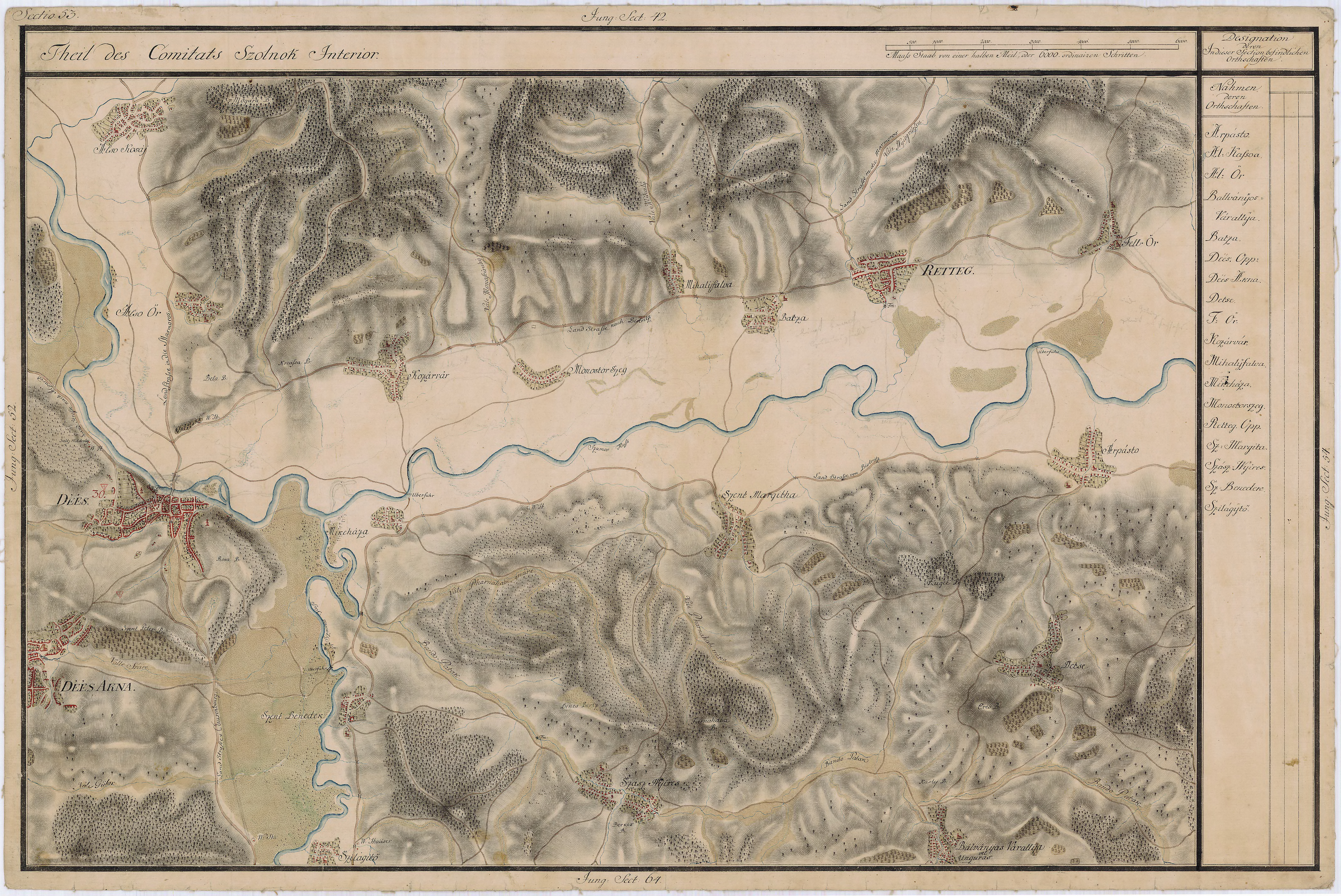
Mănăstirea în Harta Iosefină a Transilvaniei, 1769-73

## Monumente
- Biserica „Sfântul Nicolae”, monument din secolul al XIII-lea
- Biserica „Înălțarea Sfintei Cruci”, monument gotic (1520), cu elemente de fortificație
- Castelul Kornis.
- Barajul hidrografic de la 1920

## Personalități
- Vasile Zăpârțan (1918-1976), fostul rector al Misiunii Române Unite din München

## Galerie de imagini

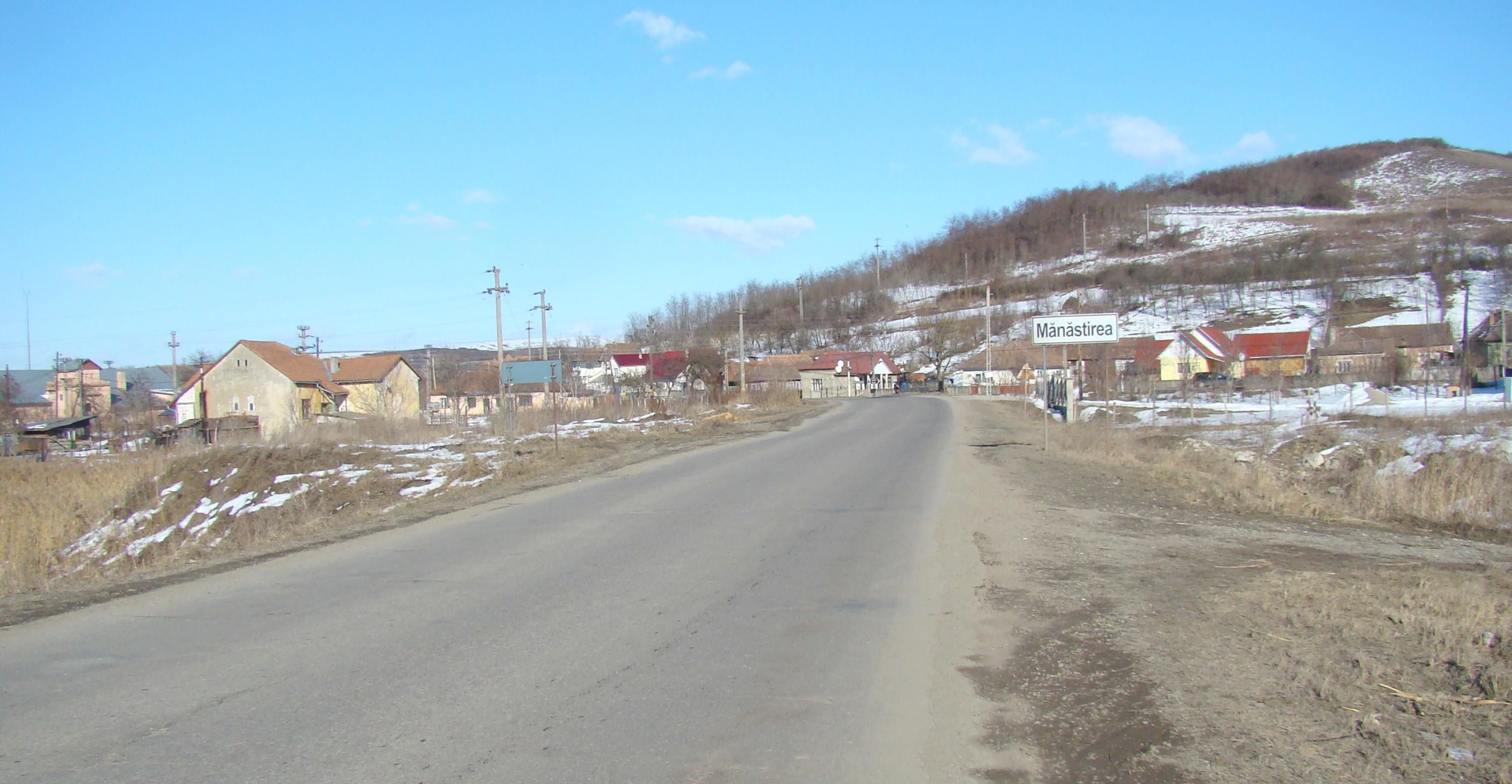
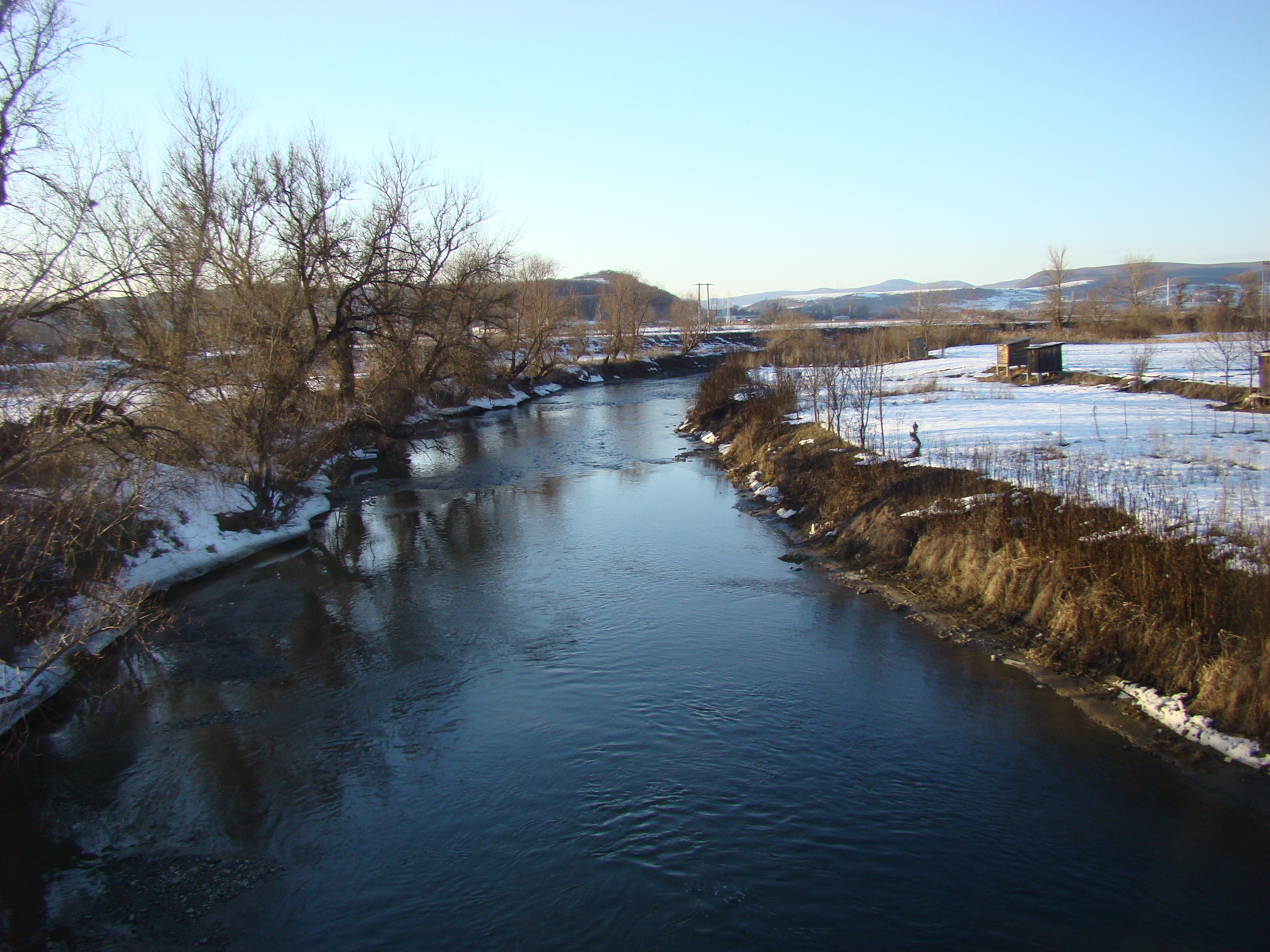
Someșul Mic la Mănăstirea
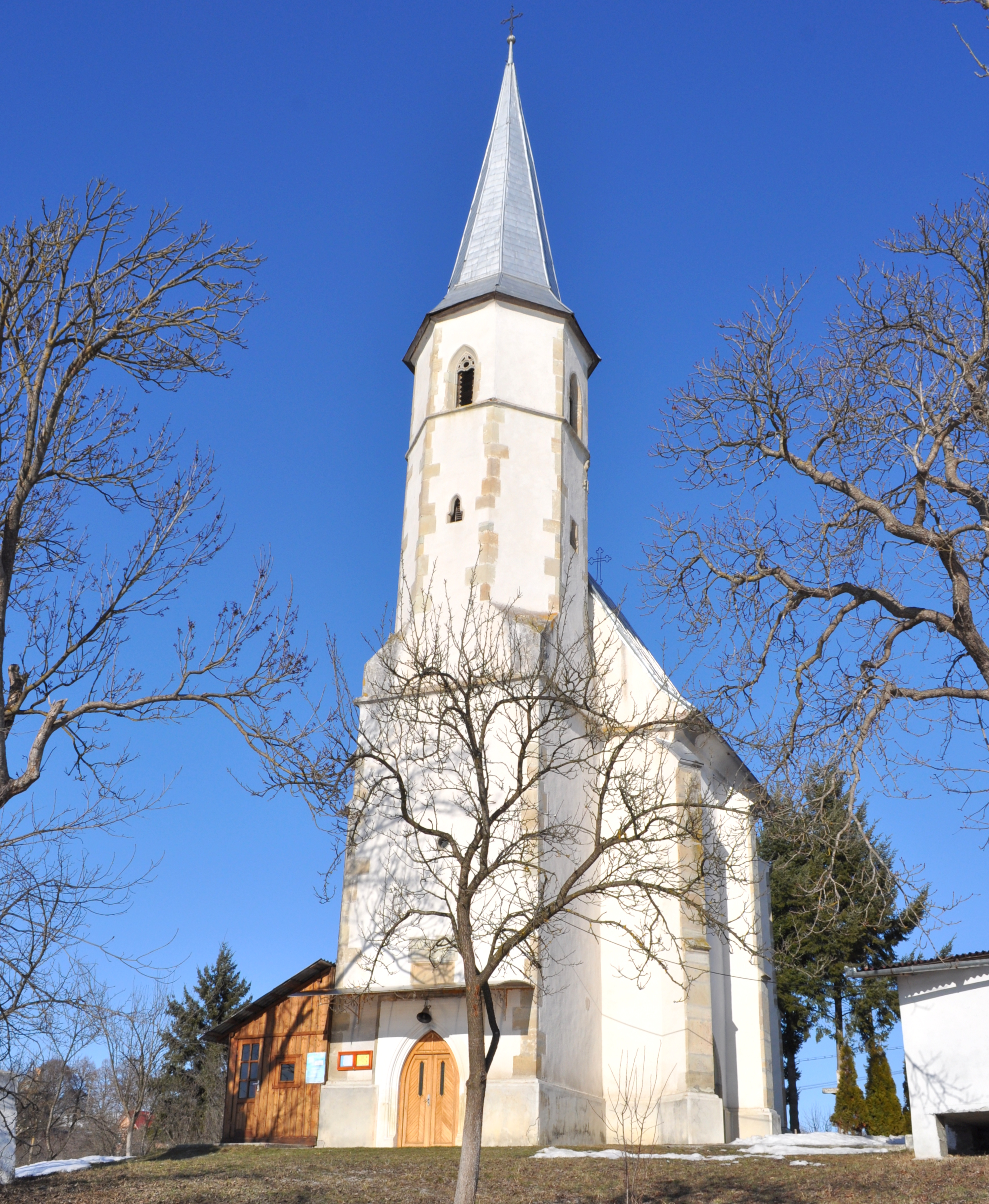
Biserica „Înălțarea Sfintei Cruci”
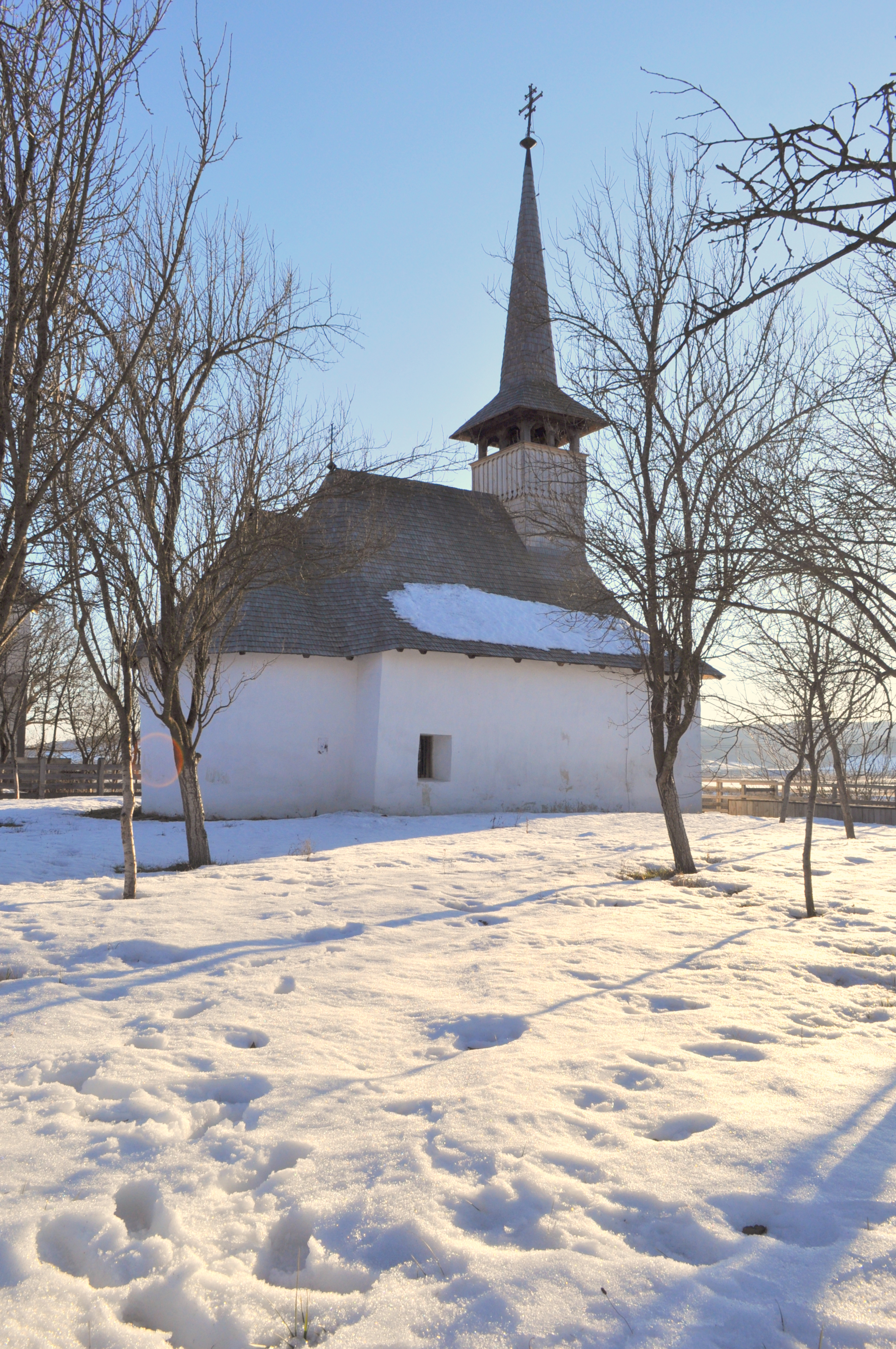
Biserica „Sfântul Nicolae”